# Metaphor: ReFantazio
Metaphor: ReFantazio é um RPG de 2024 desenvolvido pelo Studio Zero e publicado pela Atlus no Japão e pela Sega em todo o mundo. Metaphor: ReFantazio foi anunciado pela primeira vez sob o codinome Project Re:Fantasy em dezembro de 2016, sem mais informações reveladas até 2023, e foi lançado para PlayStation 4, PlayStation 5, Windows e Xbox Series X/S em 11 de outubro de 2024.
O jogo se passa no Reino Unido de Euchronia, um reino de fantasia medieval que reflete o mundo real contemporâneo, após o assassinato de seu antigo rei. Anos antes, uma tentativa de assassinato do príncipe fez com que ele fosse amaldiçoado e caísse em um longo sono. O protagonista, Will, um garoto órfão da tribo mágica Elda e amigo de infância do Príncipe, participa do Torneio Real, realizado para decidir o sucessor do trono, viajando por Euchronia para angariar apoio de seu povo enquanto busca uma maneira de acabar com a maldição.
Metaphor: ReFantazio vendeu um milhão de cópias no dia do lançamento em todas as plataformas e recebeu ampla aclamação.

## Jogabilidade
Ele incorpora vários sistemas de jogo usados anteriormente em outros RPGs da Atlus, apresentando um sistema híbrido que combina mecânicas de batalha tradicionais baseadas em Press Turn durante encontros iniciados e lutas contra chefes com combate de ação em tempo real no campo. O jogo também apresenta vários elementos de simulação social usados com destaque na série Persona, incluindo atividades com tempo determinado estruturadas de acordo com um calendário diário e o sistema "Seguidor", no qual o jogador cria laços com os moradores das regiões de Euchronia para aumentar o apoio público a Will antes da eleição para decidir o próximo Rei.

## Sinopse
Metaphor: ReFantazio se passa no Reino Unido de Euchronia, um reino de fantasia medieval que consiste em várias raças chamadas Tribos, incluindo: o clemar com chifres, o roussainte de orelhas longas, o rhoag de pele cinza e cabelos brancos, o ishkia alado, o nidia de olhos brilhantes e cabelos luminescentes, o paripus bestial, o eugief semelhante a um morcego, o mustari de três olhos e o elda semelhante a um humano. Apesar dos esforços para unir as tribos como iguais, a discriminação é galopante, com algumas tribos, como os paripus e os elda, sofrendo mais. O protagonista, chamado Will por padrão, é um garoto da tribo Elda que foi condenado ao ostracismo pela sociedade e sofre discriminação e preconceito por ser "contaminado" com a herança de magia proibida. Junto com sua companheira fada Gallica, que o auxilia com seu conhecimento e habilidade de sentir uma forma de magia chamada Magla, ele embarca em uma jornada para acabar com a maldição colocada em seu amigo de infância, o príncipe de Euchronia; o príncipe foi atacado e amaldiçoado em sua juventude, e desde então permanece em coma e é considerado por todos, exceto por uma pequena Resistência, que foi assassinado. O país também é aterrorizado por monstruosidades misteriosas, poderosas e bizarras chamadas "humanos". Embora não seja uma teocracia, a igreja estatal de Euchronia é a do Sanctismo, liderada por Sanctifex Forden.

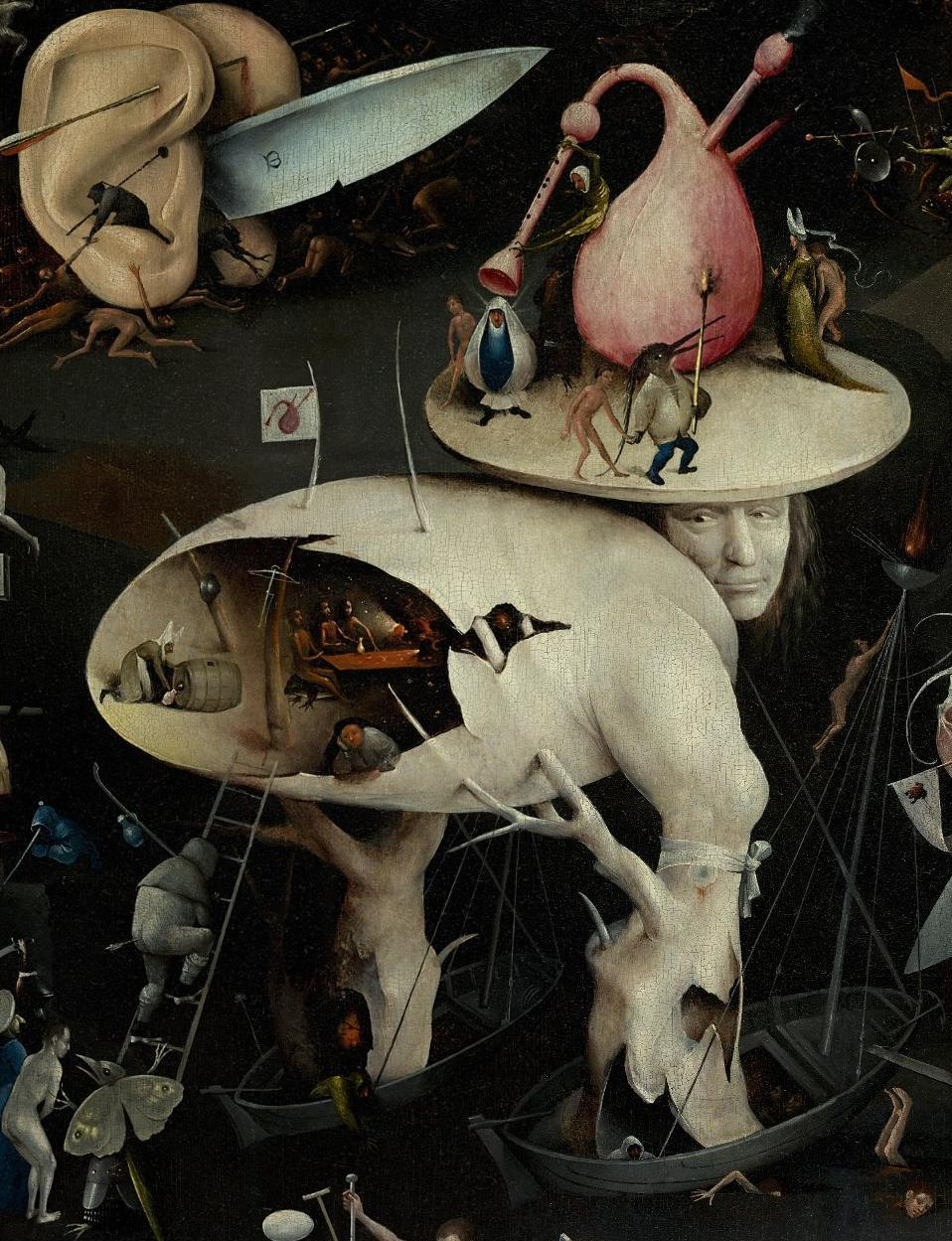
Os "humanos", os monstros do jogo, foram influenciados pelo pintor medieval Hieronymus Bosch (detalhe de O Jardim das Delícias Terrenas).

## Desenvolvimento
Após o lançamento japonês de Persona 5 em setembro de 2016, o diretor do jogo Katsura Hashino, que esteve envolvido na franquia de sustentação da Atlus Megami Tensei como diretor de jogo anterior para Shin Megami Tensei III: Nocturne (2003), Digital Devil Saga (2004), Persona 3 (2006) e Persona 4 (2008), bem como o produtor criativo do 2º Departamento de Produção Criativa da editora, mais tarde conhecido como P-Studio, anunciou sua intenção de deixar a equipe de desenvolvimento e suas funções com a série Persona, citando um desejo pessoal de explorar outros projetos devido ao que ele considerou uma mudança na direção criativa com Persona 5.   Em 19 de dezembro de 2016, a Atlus Japan revelou que Hashino estava estabelecendo um novo estúdio de desenvolvimento interno dentro da editora chamado Studio Zero.  Seu primeiro jogo foi anunciado dois dias depois como Project Re:Fantasy, mais tarde renomeado para Metaphor: ReFantazio.
O jogo apresenta o artista de personagens de Persona, Shigenori Soejima, e o compositor musical Shoji Meguro. Outros membros importantes da equipe incluem o produtor Junichi Yoshizawa, o escritor Yuichiro Tanaka e os designers de jogabilidade Azusa Kido e Kenichi Goto.  Junto com a revelação do jogo, a publicação japonesa Weekly Famitsu divulgou uma entrevista exclusiva entre eles, Hashino e o diretor da Atlus, Naota Hiraoka. Este último destacou a importância do Projeto Re:Fantasy como uma nova propriedade intelectual para a Atlus, afirmando que o objetivo por trás da criação do Studio Zero era "mirar ainda mais alto" com projetos originais que pudessem se destacar separadamente das franquias Megami Tensei ou Persona, embora a formação da equipe de desenvolvimento tenha sido sufocada anteriormente devido às pessoas de interesse da empresa estarem comprometidas com outros projetos naquela época, o que levou em parte à seleção de Hashino para atuar como produtor criativo e diretor de jogo do projeto após terminar Persona 5.

### Música
A música foi composta por Shoji Meguro, que também fez a música para a série Persona. As letras que acompanham a música do jogo foram escritas em esperanto e cantadas por um monge budista. 

## Recepção
Metáfora: ReFantazio recebeu "aclamação universal" dos críticos, de acordo com o site agregador de análises Metacritic, enquanto 99% dos críticos recomendaram o jogo, de acordo com o OpenCritic. O The Verge elogiou a forma como o jogo lidou com os temas de racismo e discriminação, considerando que abordou tais assuntos com "nuances refrescantes".  O Washington Post chamou-o de "o videogame mais inteligente e emocionante do ano", elogiou sua relevância política e deu-lhe 4/4 estrelas.

### Prêmios
| Ano  | Cerimônia              | Categoria                | Resultado | Ref.          |
| ---- | ---------------------- | ------------------------ | --------- | ------------- |
| 2024 | Golden Joystick Awards | Jogo do Ano              | Indicado  | [ 23 ] [ 24 ] |
| 2024 | Golden Joystick Awards | Melhor Visual de Design  | Indicado  | [ 23 ] [ 24 ] |
| 2024 | The Game Awards 2024   | Jogo do Ano              | Indicado  | [ 25 ]        |
| 2024 | The Game Awards 2024   | Melhor Direção de Jogo   | Indicado  | [ 25 ]        |
| 2024 | The Game Awards 2024   | Melhor Narrativa         | Venceu    | [ 25 ]        |
| 2024 | The Game Awards 2024   | Melhor Direção de Arte   | Venceu    | [ 25 ]        |
| 2024 | The Game Awards 2024   | Melhor Trilha Sonora     | Indicado  | [ 25 ]        |
| 2024 | The Game Awards 2024   | Melhor Jogo de RPG       | Venceu    | [ 25 ]        |
| 2024 | GameSpot               | Jogo do Ano              | Venceu    | [ 26 ]        |
| 2024 | The Steam Awards       | Outstanding Visual Style | Pendente  | [ 27 ]        |
| 2024 | IGN                    | Melhor Jogo de 2024      | Venceu    | [ 28 ] [ 29 ] |
| 2024 | IGN                    | Melhor RPG de 2024       | Venceu    | [ 28 ] [ 29 ] |

## Ligações Externas
- Metaphor: ReFantazio. no IMDb.